# Trobiolo (Pisogne)
Il Trobiolo (Trobiöl in dialetto camuno è un torrente della Val Camonica, in provincia di Brescia.
Nasce nel crinale nord del monte Guglielmo (1957 m s.l.m.) a circa 1505 m s.l.m., percorre la omonima val Trobiolo e sfocia nel lago d'Iseo a Pisogne. 
Ha una modesta portata, circa 0,3 m³/s alla foce nel lago.
La fauna ittica è composta da rare trote fario di piccola misura e qualche raro scazzone che riesce a sopravvivere per la buona qualità e ossigenazione dell'acqua.